# Marco De Filippo Roia
Marco De Filippo Roia (Auronzo di Cadore, 2 agosto 1990) è un hockeista su ghiaccio italiano, di ruolo portiere.

## Biografia

### Club
De Filippo Roia, cadorino, ha iniziato a giocare nelle giovanili del Cortina. Nel 2008 si è trasferito negli Stati Uniti d'America per motivi di studio, continuando a giocare ad hockey su ghiaccio dapprima con la Kent School, poi con la squadra dell'Università Brown (dove ha conseguito la laurea in economia) che disputa il campionato NCAA.
Sempre in Nord America ha esordito nell'hockey professionistico disputando una stagione della Southern Professional Hockey League con la maglia dei Louisiana IceGators.
Rimasto fermo per la stagione 2015-2016, ha fatto poi ritorno in patria, dove ha vestito per sette stagioni la maglia del Cortina, disputando oltre 250 incontri tra Alps Hockey League e Italian Hockey League - Serie A, ed affermandosi come uno dei migliori portieri del campionato transfrontaliero. Con lui in porta, il Cortina ha vinto lo scudetto 2022-2023.
Nell'estate del 2023 è passato all'Asiago, che disputava la più competitiva ICE Hockey League, dove ha diviso il ruolo di titolare con Justin Fazio.
L'esperienza con gli stellati è durata una sola stagione: nell'agosto del 2024 venne ceduto agli inglesi degli Sheffield Steelers, come secondo dello statunitense Matt Greenfield.

### Nazionale
Tra il 2006 e il 2008 ha fatto parte della nazionale italiana Under-18, con cui ha disputato due mondiali di categoria.
Nel gennaio 2017 è stato convocato per la prima volta in nazionale maggiore, in occasione di una tappa dell'Euro Ice Hockey Challenge. Da allora ha difeso 24 volte la porta azzurra, disputando anche i mondiali di Prima Divisione nel 2018 e quelli élite del 2019.

## Palmarès
- Campionato italiano: 1

Cortina: 2022-2023